# Supersypnoides
Supersypnoides is een geslacht van vlinders van de familie spinneruilen (Erebidae), uit de onderfamilie Calpinae.

## Soorten
- S. amplifascia Warren
- S. curvilinea Moore, 1867
- S. cyanivitta Moore, 1867
- S. chinensis Berio, 1958
- S. delphinensis Viette, 1966
- S. erebina Hampson, 1926
- S. fletcheri Berio, 1958
- S. fumosa Butler, 1877
- S. gluta Swinhoe, 1906
- S. hampsoni Wileman & South, 1917
- S. hercules Butler, 1881
- S. hoenei Berio, 1958
- S. infernalis Berio, 1958
- S. kirbyi Butler, 1881
- S. latifasciata Warren
- S. lilacina Leech, 1900
- S. malaisei Berio, 1973
- S. missionaria Berio, 1958

- S. moorei Butler, 1881
- S. olena Swinhoe, 1898
- S. parva Berio, 1958
- S. picta Butler, 1877
- S. prunosa Moore, 1883
- S. pseudosabulosa Berio, 1973
- S. rectilinea Moore, 1867
- S. reticulata Berio, 1958
- S. rubrifascia Moore, 1883
- S. simplex Leech, 1900
- S. vicina Berio, 1958